# Bubendorf
Bubendorf é uma comuna da Suíça, no Cantão Basileia-Campo. Em 2017 possuía 4.339 habitantes. Estende-se por uma área de 10,81 km², de densidade populacional de 401,8 hab/km². Confina com as comunas de Arboldswil, Hölstein, Lampenberg, Lausen, Liestal, Lupsingen, Niederdorf, Ramlinsburg, Seltisberg e Ziefen. 
A língua oficial nesta comuna é o Alemão.